# أرتون
أرتون هي قرية في مقاطعة طالقان، إيران. يقدر عدد سكانها بـ 290 نسمة بحسب إحصاء 2016.